# Finder (Unternehmen)
Finder ist ein deutsch-italienischer Technologiekonzern mit Hauptsitzen in Almese, Turin und Trebur (Rhein-Main-Gebiet). Mit über 12.500 Produkten ist Finder einer der größten europäischen Hersteller und Entwickler elektronischer Bauteile und Technologien.

## Unternehmensstruktur und Marktstellung
Das Unternehmen umfasst ein weltweites Vertriebsnetz in mehr als 100 Ländern und verfügt über fünf Produktionsstandorte in Italien, Frankreich und Spanien. Die Produktpalette von Finder umfasst mehr als 12.500 Produkte. Finder ist europaweit marktführend auf dem Sektor von Relais und wird von der Gründerfamilie Krutzek in Deutschland, Österreich, den Niederlanden, Tschechien, Ungarn, Dänemark und den USA geführt. Die Gründerfamilie Giordanino steuert mit dem italienischen Mutterkonzern die übrigen globalen Satellitenunternehmen.
Marktanalytische Studien des Jahres 2019 konkludierten, dass Finder innerhalb der Marktsegmente elektromechanischer Relais und Zeitrelais zu den weltweiten Major Playern zähle.

## Unternehmensgeschichte
Die Geschichte von Finder beginnt im Jahr 1954, als Piero Giordanino, Gründer der italienischen Finder S.p.A, ein Stromstoßrelais patentieren ließ, das eine vereinfachte Verdrahtung in der Gebäudeinstallation ermöglichte. Aus der Fertigung von Geräten für den Installationsbereich gründete Giordanino im Jahr 1965 in Almese, Turin die erste Fabrik. In dieser wurden ab 1966 elektromechanische Relais produziert (Serie 60), die auch im Industriebereich eingesetzt werden. Es folgten weitere Fabrikeröffnungen in Sanfront, Cuneo (1974), St. Jean de Maurienne, Frankreich (1991) und schließlich der Kauf der Eichhoff Relés S.L. in Valencia, Spanien im Jahr 2001. Die italienische Muttergesellschaft lässt ausschließlich an eigenen Produktionsstandorten in Westeuropa produzieren.
Parallel zum Produktionswachstum gründete Peter Krutzek im Jahr 1983 die Finder GmbH in Rüsselsheim, die das Vertriebsnetz in Europa und den USA in den Folgejahren ausweiten sollte. Bis 2010 folgten weitere Niederlassungen in Italien und Europa, den USA, Süd- und Mittelamerika und Asien.
Im Jahr 2003 wurde in Trebur-Astheim ein neues Logistikzentrum in Betrieb genommen. Im Jahr 2006 bezog die italienische Muttergesellschaft Finder S.p.A ebenfalls ein neues Logistikzentrum in Almese, Turin, worauf im Mai 2012 die Inbetriebnahme einer neuen Elektronik-Fertigung auf dem Gelände des italienischen Stammhauses folgte. Im September 2009 bezog die deutsche Zentrale aus Rüsselsheim, nach dem Generationswechsel der Geschäftsführung von Peter Krutzek zu seinem Sohn Alexander Krutzek, eine neue Adresse in Trebur-Astheim.
Insgesamt verfügt Finder heute über mehr als 80 Vertretungen weltweit.

## Unternehmensleitung

### Finder Deutschland mit Satelliten-Unternehmen
- Alexander Krutzek, CEO, Managing Partner (2008)
- Berthold Schlechtriemen-Proske, COO (ab 1. Januar 2012)[6]
- Dirk Rauscher, Key Account- / Sales-Management (2011)

Im Juli 2008 übernahm Alexander Krutzek die Geschäftsführung für Finder Deutschland, Niederlande, Österreich, Tschechien, Ungarn und Dänemark. Krutzek war, gemeinsam mit seinem Bruder Peter Krutzek Junior, bereits seit zwei Jahrzehnten in den Konzern integriert. Seit 1994 ist Alexander Krutzek im Unternehmen bereits als Geschäftsführer eingesetzt gewesen. Mit Wirkung zum 25. Juli 2008 zog sich ihr Vater Peter Krutzek Senior weitestgehend aus dem operativen Geschäft des Unternehmens zurück.
Mit Wirkung zum 1. Januar 2012 übergab Helmut Rosenmann seinen Leitungsstab als Prokurist an Berthold Schlechtriemen-Proske, der bislang die Vertriebsleitung für Gesamtdeutschland übernommen hatte und seit Frühjahr 2011 auch für die europäischen Satelliten-Unternehmen verantwortlich ist. Rosenmann beteiligte sich organisatorisch an den Gründungen der Niederlassungen in den Niederlanden, Österreich, Tschechien und Ungarn. Mit diesem Stabswechsel ging ebenfalls der Überwechsel von Dirk Rauscher in die Vertriebsleitung einher.

## Produkte
Zur Produktpalette von Finder zählen unter anderem:
- Bahn-Anwendungen
- Photovoltaik-Anwendungen
- Steck- /Printrelais
- Industrierelais
- Koppelrelais
- Relais mit zwangsgeführten Kontakten
- Zeitrelais
- Überwachungsrelais
- Netzteile
- Überspannungsableiter (SPD)
- Stromstoßschalter
- Dämmerungsschalter
- Bewegungsmelder
- Treppenhaus-Lichtautomaten
- Zeitschaltuhren
- Elektronische Dimmer
- Installationsschützen
- Thermostate

### Intelligente Hausautomation und Smart-Home-Systeme
Im Jahr 2018 führte Finder die Produktfamilie Yesly ein. Dabei handelt es sich um eine Produktserie, mit der unter Kombination eines speziellen Multifunktionsrelais und moderner Gerätekommunikationstechnologien intelligente Hausautomatisierungen und -Steuerungen realisiert werden können. Zu den Zielgruppen der Yesly-Serie zählen insbesondere private Endanwender, die sich im häuslichen Bereich vollständig, teilweise oder per schrittweiser Nachrüstung mit Smart-Home-Systemen ausstatten möchten. Die Ansteuerung der Yesly-Systeme kann lokal über Bluetooth-Low-Energy-Taster, per Amazon-Alexa- und Google-Home-Sprachsteuerung sowie über die iOS- und Android-kompatible App und Internet-Gateway erfolgen.

## Finder-Präsenz in der Öffentlichkeit
Im Jahr 2010 war Finder Partner von Horst Zuse, Sohn des Erfinders des ersten Digitalrechners Konrad Zuse, bei dessen Nachbau-Projekt des ersten binären Digitalrechners der Welt (Zuse Z3). Zuses Vorhaben erforderte 600 Koppelrelais für das Rechenwerk, 1800 Relais für den Speicher und 100 Zeitrelais. Im Jahr 2009 gaben Alexander und Peter Krutzek ihre Bewilligung für das Projekt. Der Digitalrechner wurde schließlich nach einjähriger Bauphase unter Einsatz von über 2500 Finder-Bausteinen fertiggestellt. Er wurde nach Fertigstellung im Rahmen der Hannover Messe im Frühjahr 2011 der Öffentlichkeit vorgeführt.